# Anita Garibaldi, Santa Catarina
Anita Garibaldi este un oraș în Santa Catarina (SC), Brazilia. 